# Colin Healy
Colin Healy (Cork, 4 marzo 1980) è un ex calciatore irlandese, centrocampista.

## Palmarès

### Club

#### Competizioni nazionali
- Campionato scozzese: 2

Celtic: 2000-2001, 2001-2002
- Coppa di Scozia: 1

Celtic: 2000-2001
- Coppa di Lega scozzese: 2

Celtic: 1999-2000, 2000-2001
- Coppa d'Irlanda: 1

Cork City: 2007

#### Competizioni internazionali
- Setanta Sports Cup: 1

Cork City: 2008